# Djemaa Ouled Cheikh
Djemaa Ouled Cheikh (în arabă جمعة أولاد الشيخ) este o comună din provincia Aïn Defla, Algeria.
Populația comunei este de 7.534 de locuitori (2008).